# Antonio Maceda
Antonio Maceda Francés (Sagunt, 1957. május 16. –) Európa-bajnoki ezüstérmes spanyol válogatott labdarúgó.

## Pályafutása

### Klubcsapatban
Saguntóban született, Valenciában. 1976 és 1985 között a Sporting Gijón játékosa volt. 1985-ben a távozó Uli Stielike pótlására leigazolta a Real Madrid. 1986 márciusában térdműtéten esett át. Az 1986-os világbajnokságon kiújultak a térdproblémái, ami miatt az 1988-89-es szezon közben bejelentette a visszavonulását. A fővárosi csapattal három alkalommal nyerte meg a spanyol bajnokságot.

### A válogatottban
1981 és 1986 között 36 alkalommal szerepelt a spanyol válogatottban és 8 gólt szerzett. Egy Wembleyben rendezett Anglia elleni barátságos mérkőzés alkalmával mutatkozott be 1981. március 25-én, amely 2–1-es hazai spanyol győzelemmel zárult. Részt vett az 1982-es és az 1986-os világbajnokságon, illetve az 1984-es Európa-bajnokságon.

## Sikerei, díjai
Real Madrid
- Spanyol bajnok (3): 1985–86, 1986–87, 1987–88
- UEFA-kupa (1): 1985–86

Spanyolország
- Európa-bajnoki döntős (1): 1984

## Külső hivatkozások
- Antonio Maceda adatlapja a National-Football-Teams.com oldalon (angolul)

- Antonio Maceda (angol nyelven). FootballDatabase.eu
- Antonio Maceda (angol nyelven). eu-football.info
- Antonio Maceda (játékos profil) (angol, katalán, spanyol nyelven). BDFutbol.com
- Antonio Maceda (edzői profil) (angol, katalán, spanyol nyelven). BDFutbol.com
- Antonio Maceda (német nyelven). kicker.de
- Antonio Maceda adatlapja a worldfootball.net oldalon (angolul)